# Stratocumulus

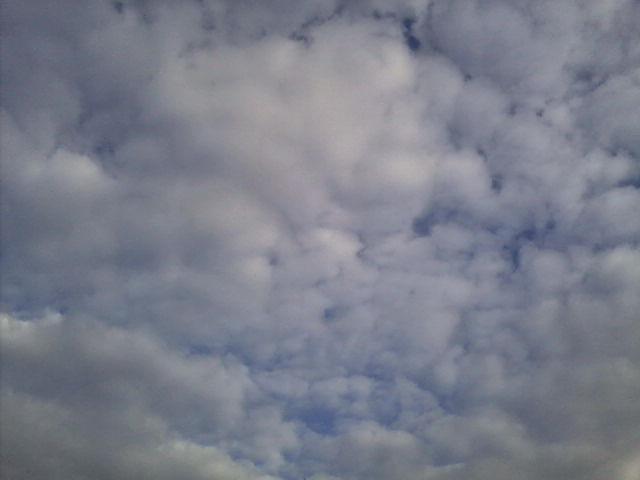
Stratocumulus felhők

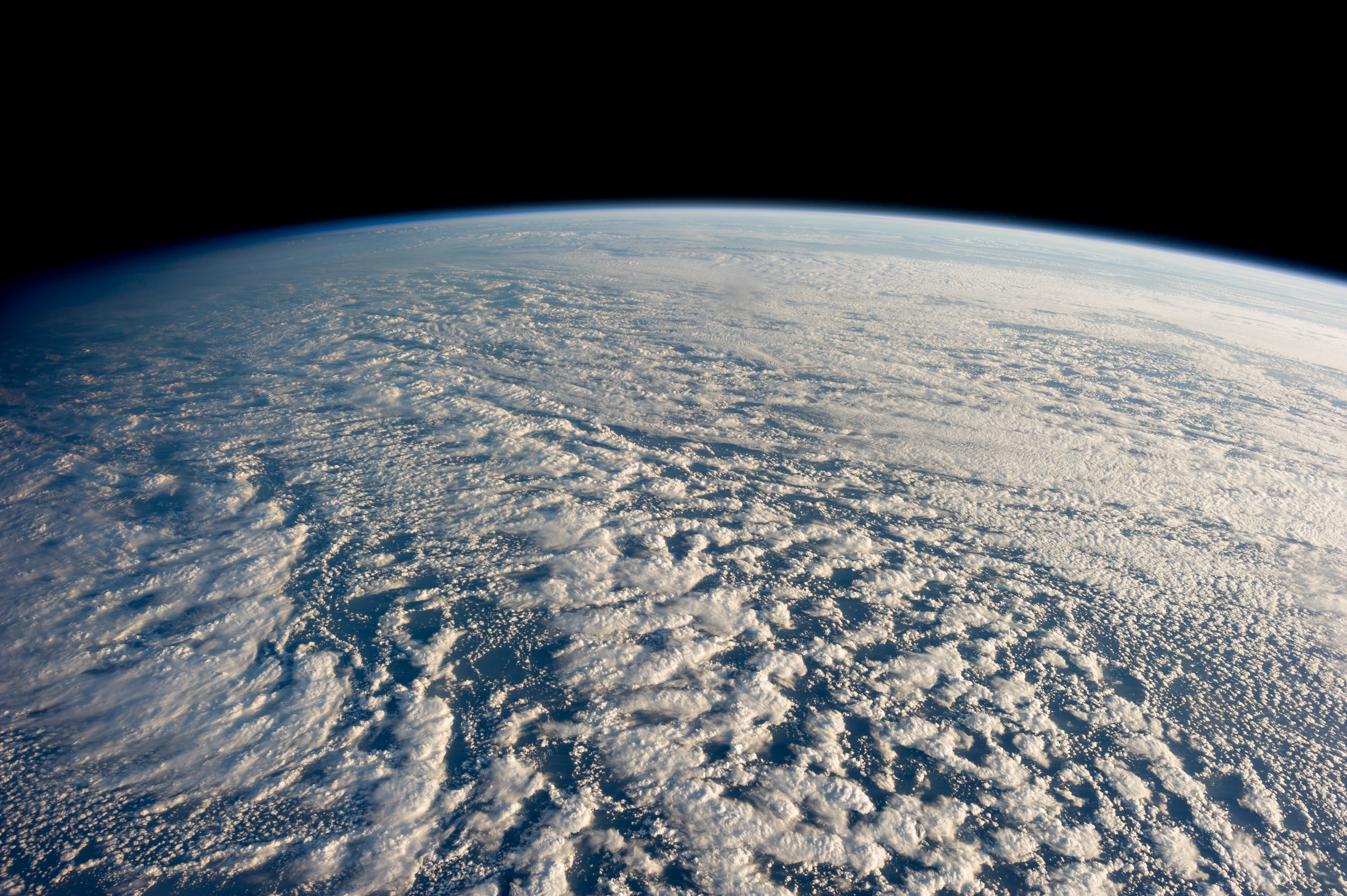
Stratocumulus felhők az űrből nézve

A stratocumulus, gomolyos rétegfelhő (nemzetközi jele: Sc). Röviden vattafelhőként említik. Egy alacsony szintű felhő (2500 m alatt van a felhőalap). Szürke vagy fehéres árnyalatú felhőtakaró, felhőréteg, amely majdnem mindig meglehetősen sötét rétegből áll. Mozaikszerűen összetett elemekből, párnákból vagy hengerekből épül fel, amelyek nem rostosak, elkülönülhetnek egymástól vagy egymásba olvadhatnak.

## Változatai
- Stratocumulus lenticularis (Sc len), Lencseszerű gomolyos rétegfelhő
- Stratocumulus castellanus (Sc cas), Tornyos gomolyos rétegfelhő
- Stratocumulus virga (Sc vir), Gomolyos rétegfelhő talajt el nem érő csapadéksávval
- Stratocumulus praecipitatio, (Sc pra), Gomolyos rétegfelhő talajt elérő csapadéksávval
- Stratocumulus mamma (Sc mam), Gomolyos rétegfelhő felhődudorokkal
- Stratocumulus radiatus (Sc ra), Sávokba rendeződött gomolyos rétegfelhő
- Stratocumulus cumulogentius (Sc cugen), Gomolyfelhőből kialakuló gomolyos rétegfelhő
- Stratocumulus cumulonimbogenitus (Sc cbgen), Zivatarfelhőből kialakuló gomolyos rétegfelhő